# باشتشارشيجا
باشتشارشيجا (السيريلية: Башчаршија ؛ تلفظ [baʃ.tʃǎr.ʃi.ja]) هو بازار سراييفو القديم والمركز التاريخي والثقافي للمدينة. بني باشتشارشيجا في القرن الخامس عشر عندما أسس عيسى بك إيشاكوفيتش المدينة.
يقع باشتشارشيجا على الضفة الشمالية لنهر ميلياتسكا في بلدية ستاري غراد. يوجد فيه العديد من المباني التاريخية الهامة، مثل مسجد غازي خسرو بك وساحات كولا. يُعدّ باشتشارشيجا اليوم من أهم مناطق الجذب السياحي في سراييفو. وهو موطن لقرابة 1,790 نسمة.

## التاريخ

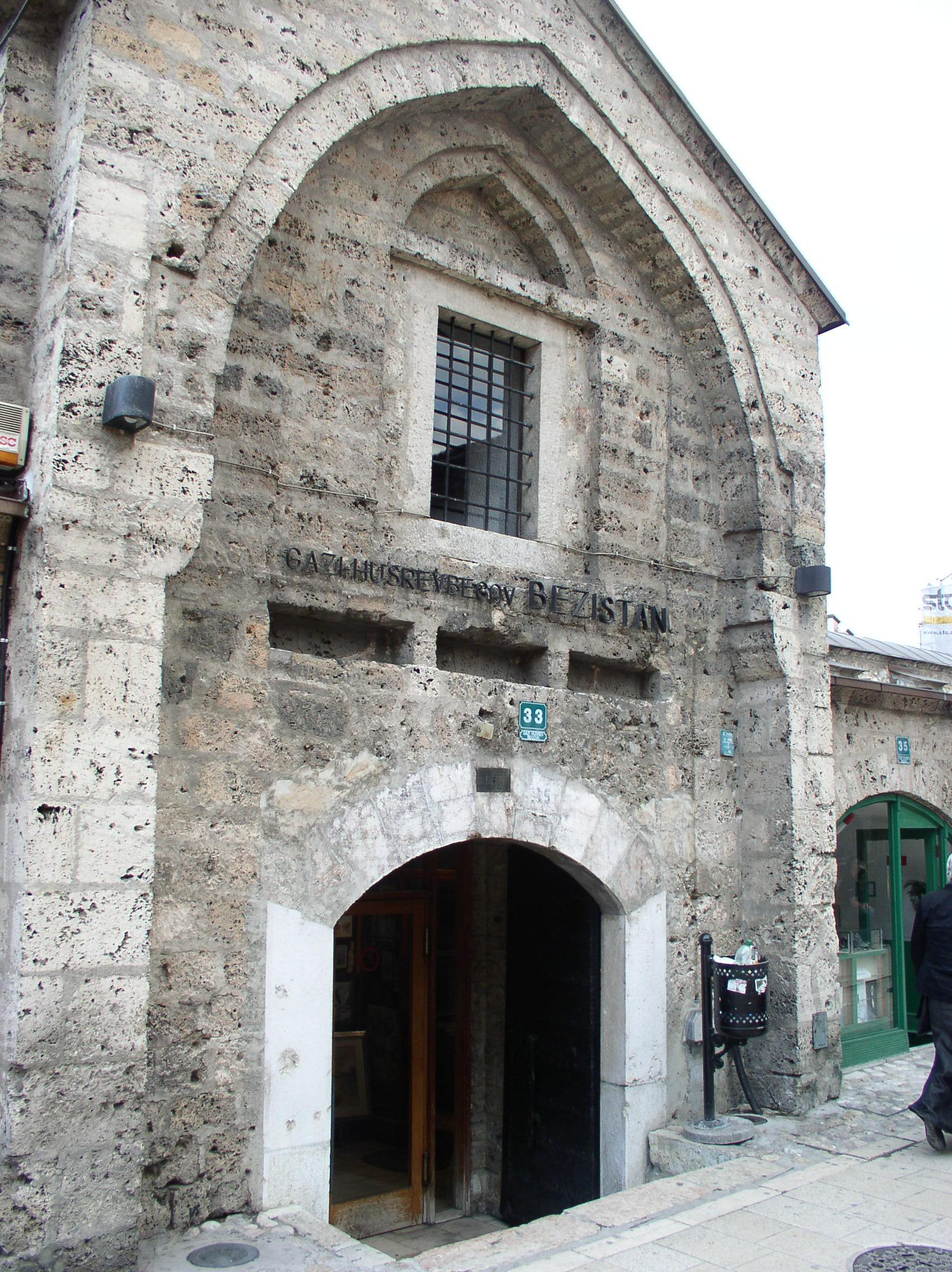
أحد مداخل بيزستان غازي خسرو بك

قبل وصول العثمانيين إلى أكبر مستوطنة في سراييفو، كانت تورنيك هي ساحة القرية الرئيسية، وكانت تقع عند مفترق الطرق حيث يوجد اليوم مسجد علي باشا. بُني باشتشارشيجا في عام 1462 عندما بنى عيسى بك بن إسحق ببناء خان إشاكوفي، بالإضافة إلى العديد من المحلات التجارية. 
كانت المساجد أهم المباني التي شيدت خلال هذه الفترة، حيث بني مسجد باسكارسييا الشهير من قبل هافيدجا دوراك عام 1528، وبنى غازي خسرو بك مسجده عام 1530. 
بنى غازي خسرو بك مدرسة غازي خسرو بكوفا، ومكتبة، وحنيقة، وحمام غازي خسرو بك، وغازي خسرو بك بيزستان، وموريتشا هان، وساحات كولا، ومناطق جذب سياحي أخرى في باسكارسييا. دُفن غازي خسرو بك في حرم مسجده. 
إلى جانب أماكن العبادة الإسلامية التي أقيمت في ذلك الوقت، تعد باسكارسييا أيضًا موقعًا للكنيسة الأرثوذكسية القديمة، التي بُنيت خلال القرن السادس عشر وذُكرت لأول مرة في المصادر العثمانية من عام 1539، وكذلك أول معبد سفاردي يسمى الكنيس القديم الذي تم بناؤه بين 1581-87. بجوار الكنيس القديم ((بالبوسنوية: Stari Hram)‏ = المعبد القديم) بني في وقت لاحق كنيس جديد ((بالبوسنوية: Novi Hram)‏ = المعبد الجديد). 
اليوم، تستخدم الجالية اليهودية الكنيس الذي شيّد مؤخرًا، بينما تُستخدم مباني الكنيس القديم والجديد كمراكز ثقافية يهودية. تبرعت الجالية اليهودية في سراييفو لبناء الكنيس الجديد. تحوّل مبنى الكنيس القديم إلى المتحف اليهودي للبوسنة والهرسك، ويعتبر أحد أفضل مساحات العرض في يوغوسلافيا السابقة.

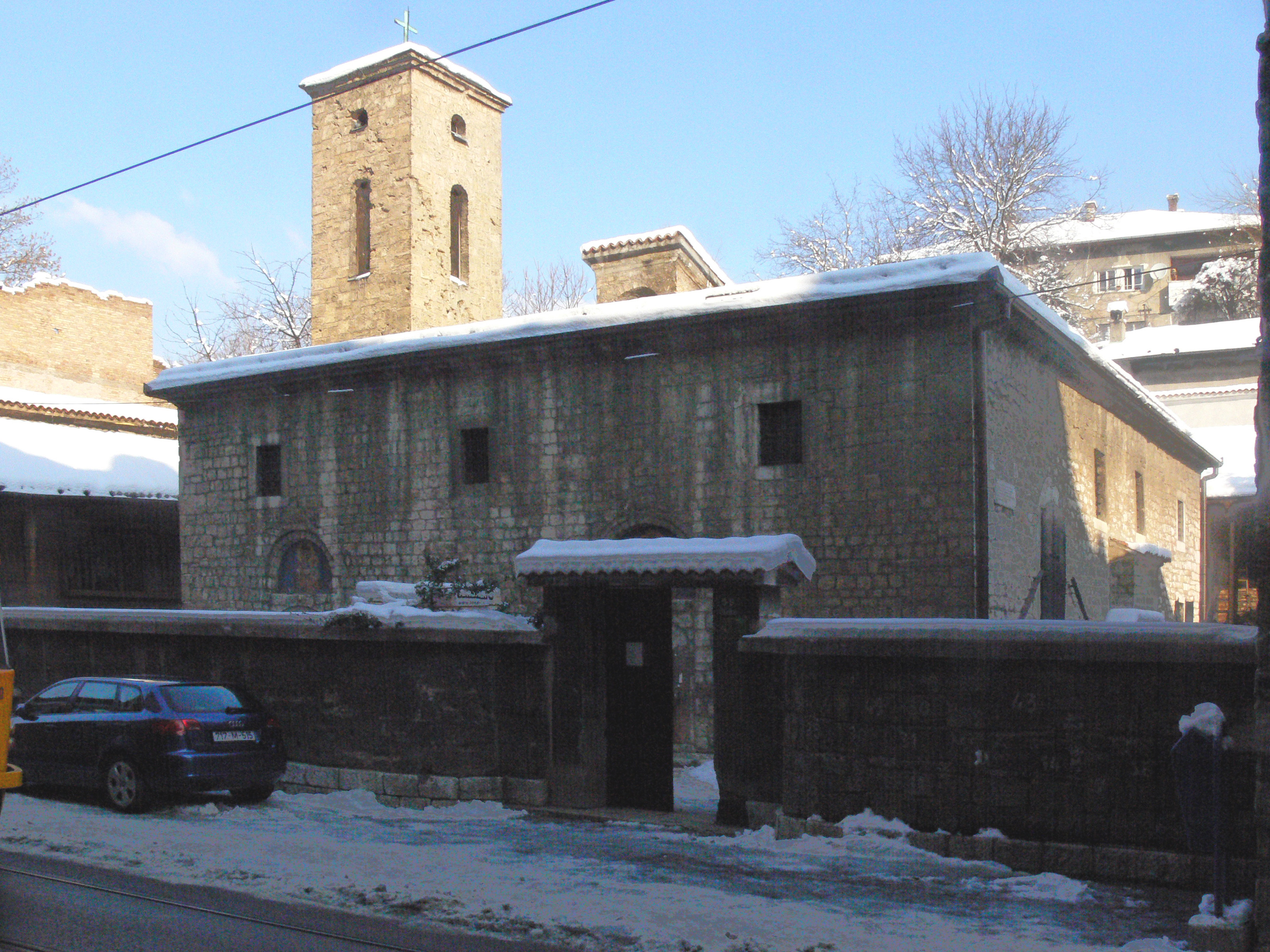
الكنيسة الأرثوذكسية القديمة في سراييفو، القرن السادس عشر.

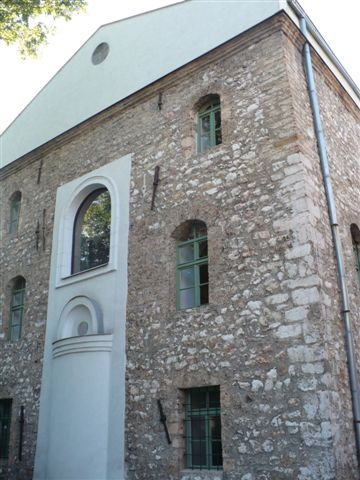
المعبد اليهودي القديم، اليوم المتحف اليهودي للبوسنة والهرسك، كان أول معبد سفاردي في سراييفو، بني بين عامي 1581 و 1587.

خلال القرن السادس عشر، بنيت بعض المرافق التجارية، مثل بيزستان، هانز، كارافانسيرايس. كانت سراييفو مركزًا هامًا للتجارة في البلقان. كما تكونت هناك تجمعات لتجار البندقية والراجوسان، وكان في باشتشارشيجا ما يقرب من 12000 متجرًا وحرفيًا. 
بعد زلزال عام 1640 والعديد من الحرائق التي وقعت بين عامي 1644 و 1656، أحرقت قوات الأمير يوجين من سافوي سراييفو ودمرتها. كتب كاتب الرحلات إيفليا جلبي:
«يوجد في تشارشيجا كل شيء، ألف وثمانين متجراً تمثل نموذجاً للجمال. تشارشيجا جذابة للغاية وقد بنيت وفقًا للخطة». 
لم تتوسع مدينة سراييفو بشكل كبير حتى القرن التاسع عشر. مع الاحتلال النمساوي المجري في عام 1878، أراد المهندسون المعماريون الأجانب إعادة بناء سراييفو لتصبح مدينة أوروبية حديثة.
مع تحرير سراييفو عام 1945 بعد الحرب العالمية الثانية، قررت لجنة أنه يجب هدم السوق تدريجيًا، معتقدة أنه لا دور له في مدينة حديثة. لكن هذه الخطط ألغيت، وتركت المباني قائمة. 

## مبانٍ مهمة
- مسجد هافادجا دوراك المعروف باسم مسجد باشتشارشيجا
- مسجد الإمبراطور
- مسجد غازي خسرو بك
- موريتا هان
- الكنيسة القديمة
- المعبد اليهودي القديم (ستراي هرام أو المعبد القديم)، موطن المتحف اليهودي للبوسنة والهرسك
- كنيس جديد (نوفي هرام أو المعبد الجديد)، مكان إقامة معرض نوفي هرام
- فيجينيكا

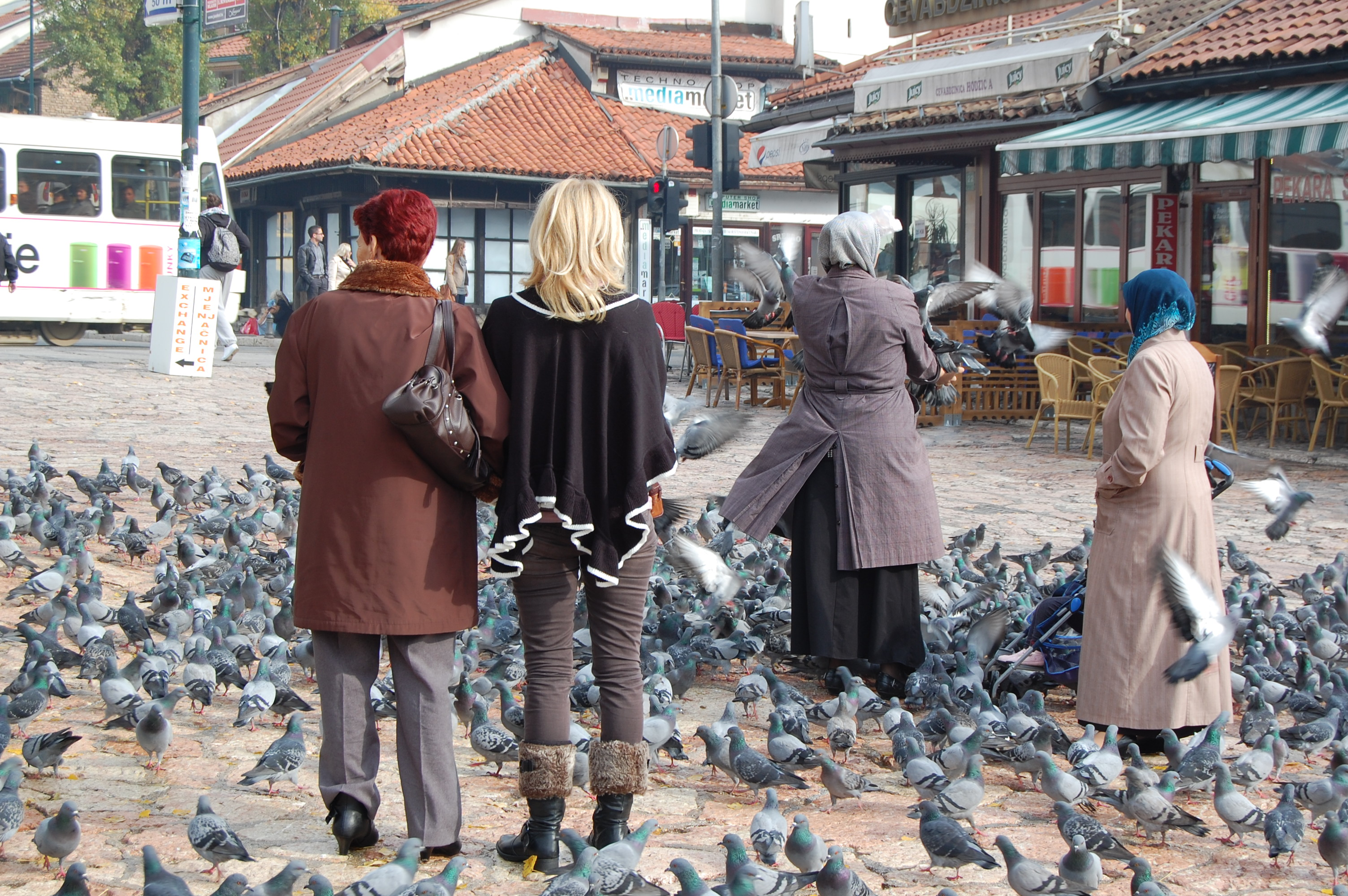
إطعام الحمام في باشتشارشيجا
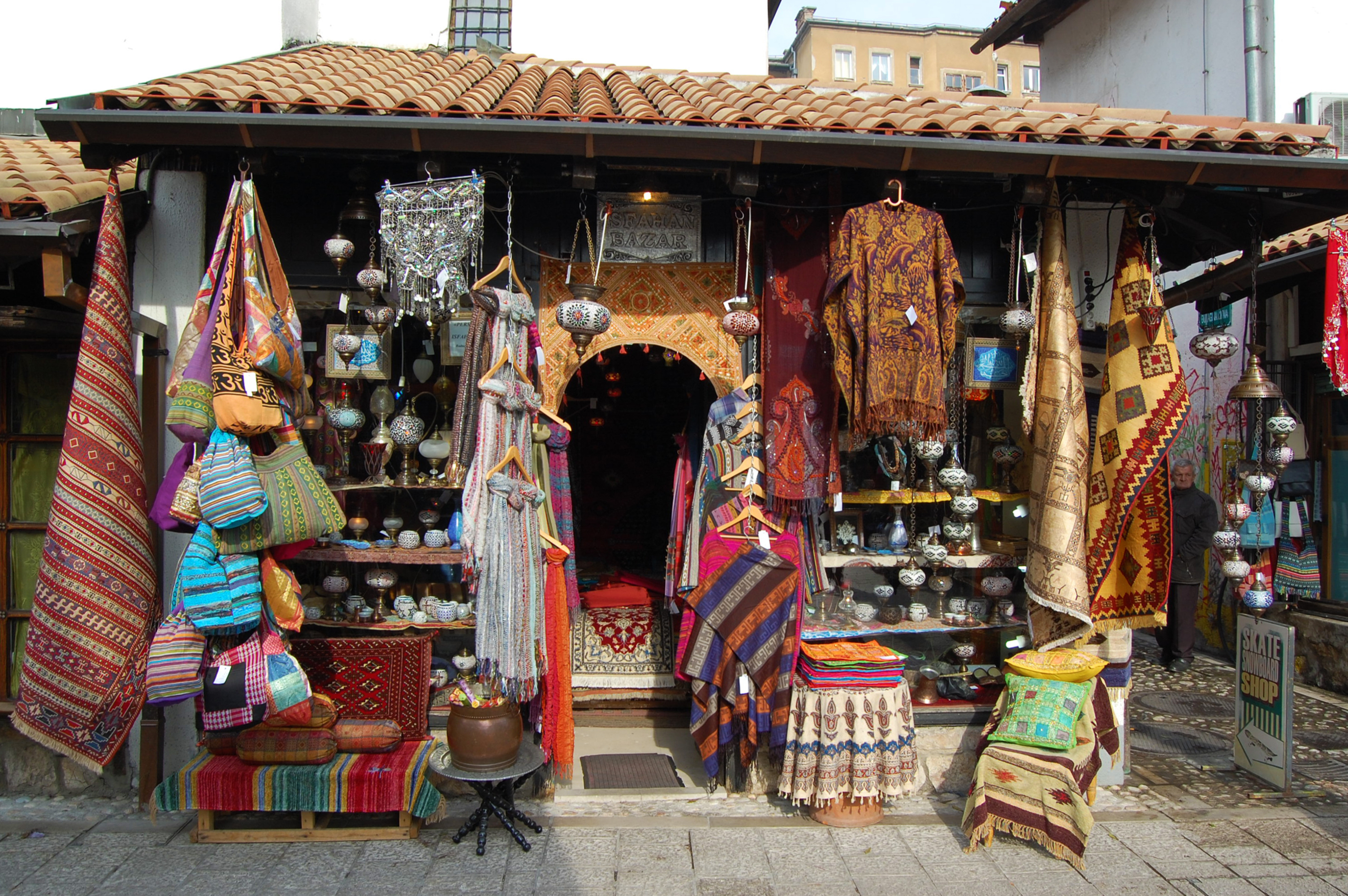
شارع سراييفو في سراييفو
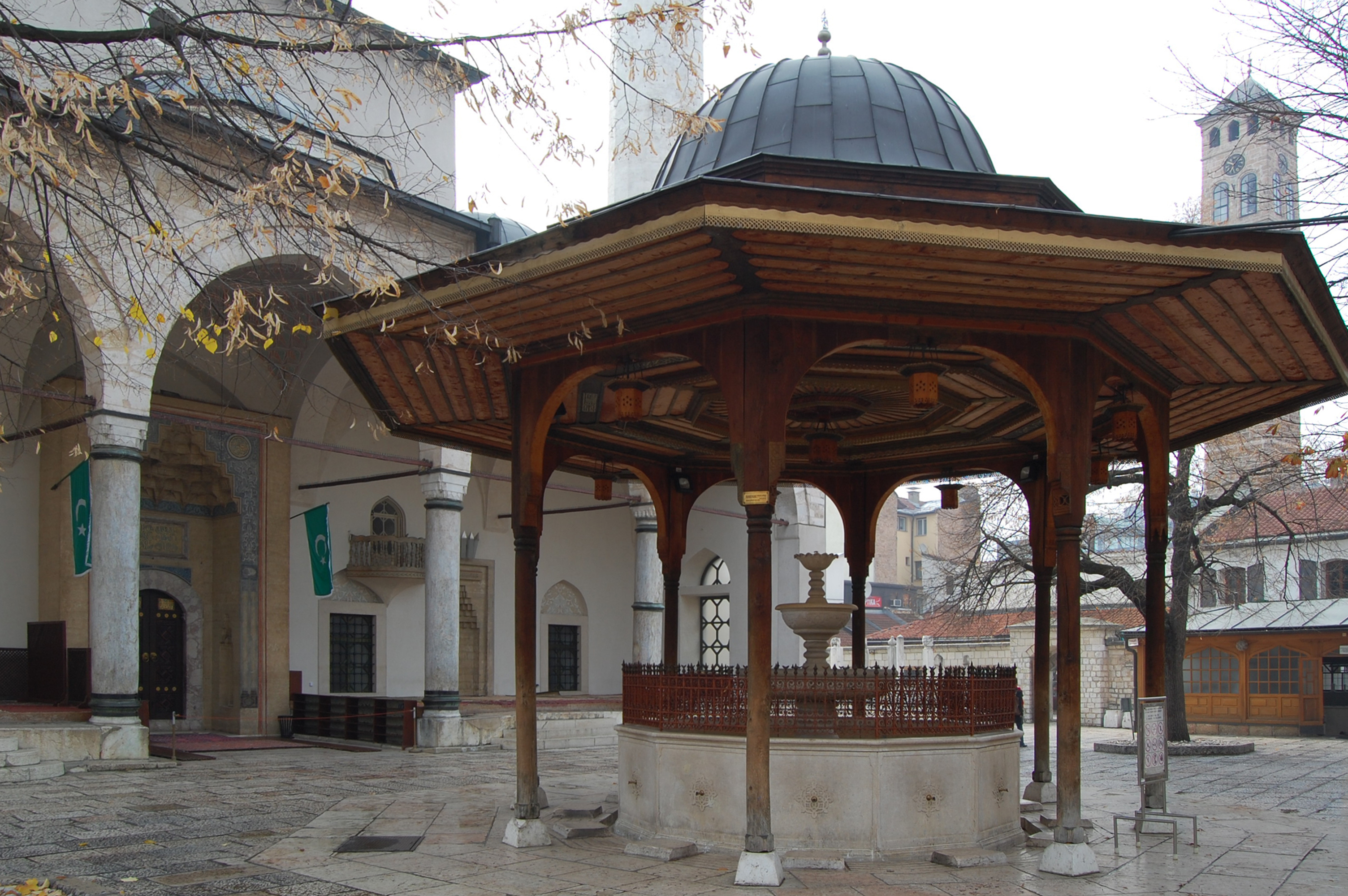
مسجد غازي خسرو بك
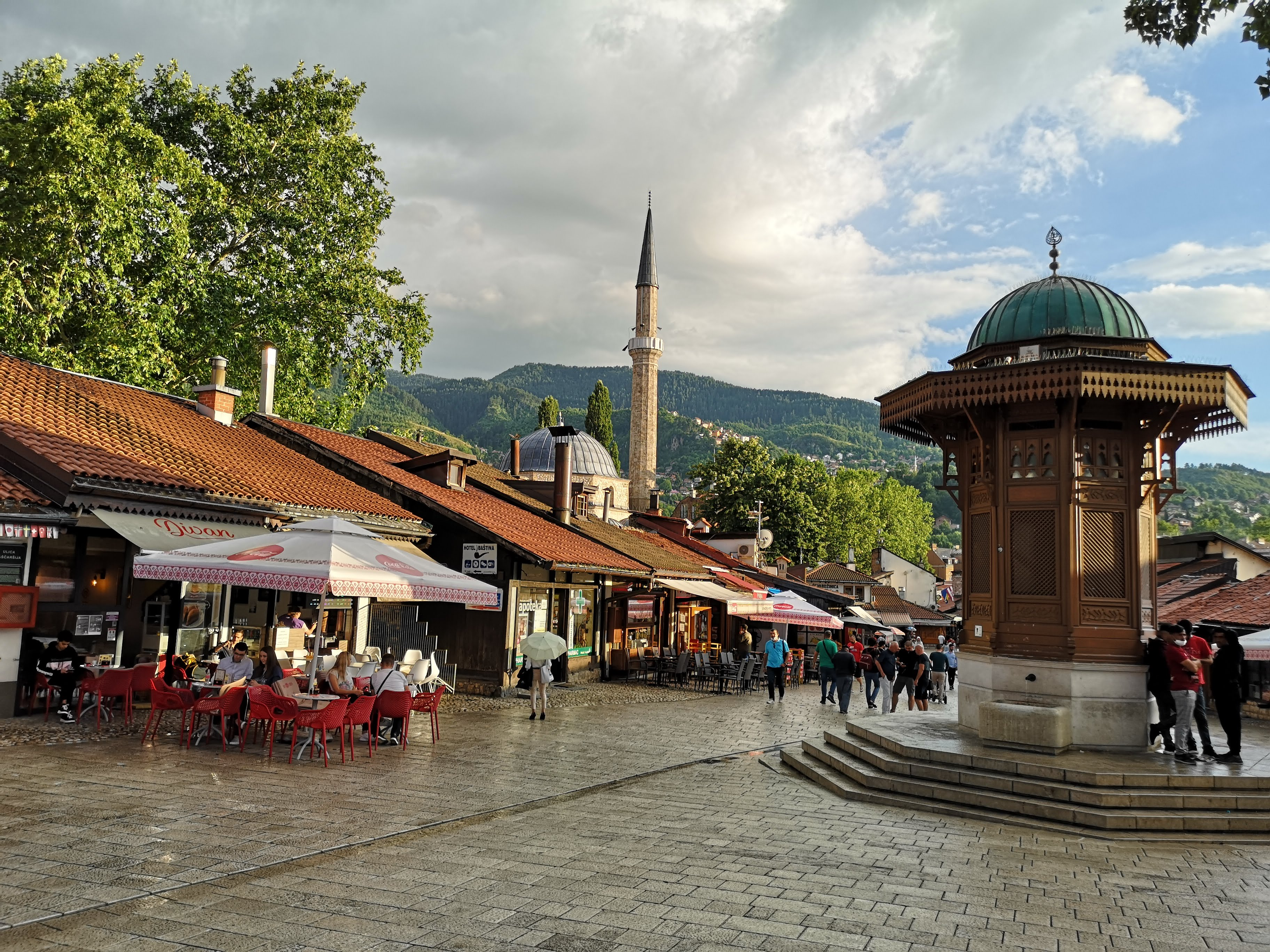
مدخل حي باسكارسييا، البلدة القديمة في سراييفو.
Baščaršija تحت الثلجBaščaršija تحت الثلج
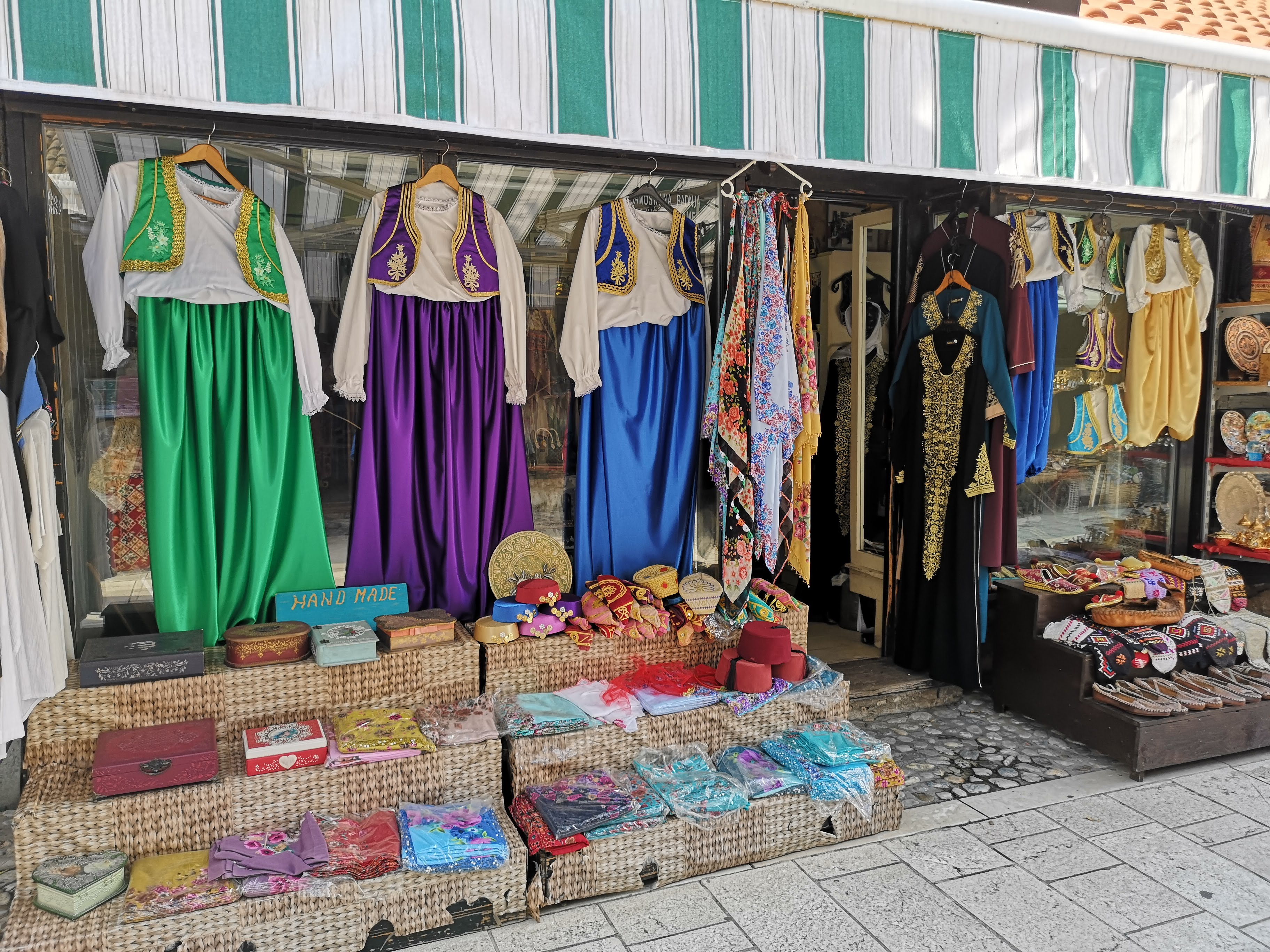
الملابس البوسنية التقليدية تباع في منطقة باسكارسييا

## أنظر أيضا
- ليالي باشتشارشيجا
- ستاري جراد، سراييفو